# Pilgrim som på väg till fadershuset
Pilgrim som på väg till fadershuset är en psalm med text och musik skriven 1925 av Josef Rogner.

## Publicerad i
- Segertoner 1988 som nr 501 under rubriken "Att leva av tro - Kallelse - inbjudan".[1]